# Carcelia kockiana
Carcelia kockiana är en tvåvingeart som beskrevs av Townsend 1927. Carcelia kockiana ingår i släktet Carcelia och familjen parasitflugor. Inga underarter finns listade i Catalogue of Life.